# Шамиль-Хутор
Шамиль-Хутор (чечен. Шемал-КӀотар) — хутор в Веденском районе Чеченской Республики. Неподалеку от Ведено основано село Шамиль-Хутор, названное в честь богослова Шамиля Каратаева.

## География
Село расположено на берегу реки Ахкичу, на окраине Ведено.
Ближайшие населённые пункты: на северо-западе Эшилхатой и Элистанжи, на юго-западе Зиверх, на юго-востоке Харачой.